# Станичне (Сладковський район)
Стани́чне (рос. Станичное) — село у складі Сладковського району Тюменської області, Росія.
Населення — 41 особа (2010, 44 у 2002).
Національний склад станом на 2002 рік:
- росіяни — 91 %